# Halifax Stanfield International Airport
Halifax/Robert L. Stanfield International Airport, of Halifax Stanfield International Airport (IATA: YHZ, ICAO: CYHZ) is een luchthaven in Enfield, in de Canadese provincie Nova Scotia, gelegen in Halifax Regional Municipality. Het bedient Halifax en het vasteland van Nova Scotia en gebieden in de aangrenzende Maritime provinces.
De luchthaven is sinds de aanleg eigendom van Transport Canada, wordt sinds 2000 geëxploiteerd door de Halifax International Airport Authority (HIAA) en maakt deel uit van de National Airports System. De luchthaven biedt onderdak aan het hoofdkantoor van de Chorus Aviation en was vroeger de thuisbasis van CanJet, dat nu is gevestigd in Montreal, Quebec.
Het is de 7e drukste luchthaven van Canada voor het passagiersvervoer. In 2010 heeft de luchthaven in totaal 3.508.153 passagiers en 87.015 vliegbewegingen verwerkt.

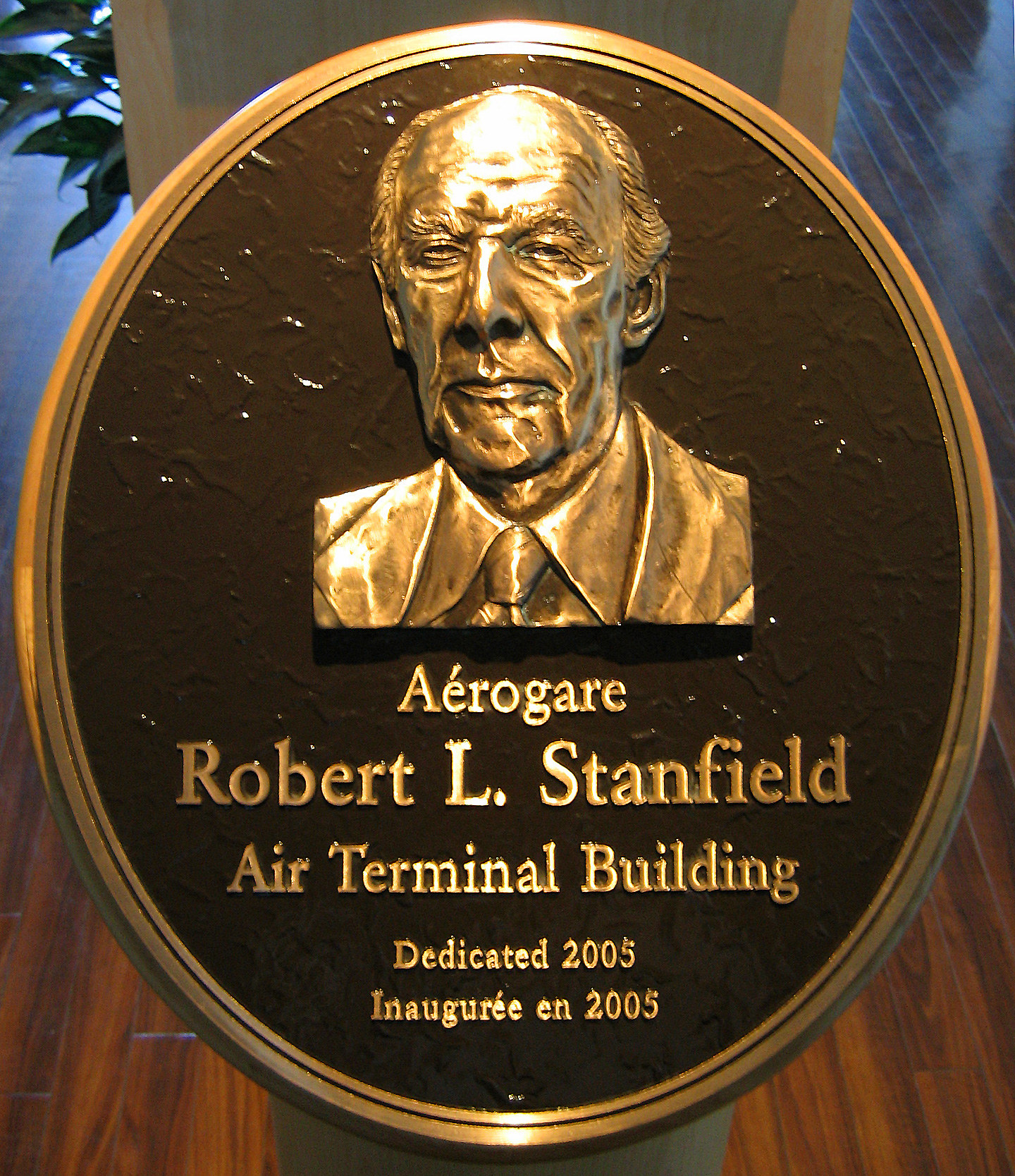
Plaquette voor naamgever van het vliegveld

## Incidenten en ongevallen
- In de nacht van 2 september 1998 meldde Swissair-vlucht 111, een lijndienstvlucht van New York naar Genève, een pan-pan nadat de bemanning rook constateerde in de cockpit. De vlucht week uit naar Halifax maar crashte in zee bij de monding van de St. Margarets Bay, ongeveer 60 km van het vliegveld. Alle 229 passagiers en bemanningsleden kwamen om.
- Onmiddellijk na de aanslagen op 11 september 2001 in de Verenigde Staten, werd het Canadese luchtruim gesloten en werd Operatie Yellow Ribbon in het leven geroepen. Meer dan 200 burgervluchten op weg naar de VS werden omgeleid naar verschillende Canadese luchthavens. 47 daarvan landden in Halifax Stanfield, waarmee deze luchthaven het meeste vluchten van alle luchthavens in Canada ontving.
- Op 14 oktober 2004 crashte MK Airlines vlucht 1602, een Boeing 747-200F, tijdens het opstijgen vanaf baan 23. Alle zeven bemanningsleden kwamen om.[1]